# Mansueto Pometta
Mansueto Pometta (Broglio, 9 marzo 1874 – Massagno, 28 luglio 1962) è stato un politico svizzero.

## Biografia
Pometta nacque nel 1874 da Angelo, medico condotto, sindaco di Broglio, attuale frazione del Comune di Lavizzara, e deputato al Gran Consiglio ticinese, e di Leopoldina Capponi di Cerentino..
Dopo aver studiato al Politecnico federale di Zurigo dal 1895 al 1898, fece l'ispettore forestale nel circondario di Sottoceneri.
Presidente dell'Organizzazione Cristiano Sociale ticinese.
Nel l 1922 fu eletto Consigliere di Stato della Repubblica e Cantone Ticino per il Partito Conservatore, carica che lasciò nel 1923 all'On. Canevascini in ossequio al nuovo equilibrio fra i partiti.
Nel 1923 fu eletto deputato al Gran Consiglio Svizzero, dimissionario nello stesso anno.
Di nuovo dal 1928 al 1931 nel Gran Consiglio. 
Membro della Commissione Federale di Vigilanza degli Istituti sperimentali Agricoli; insegnante all'Istituto Agrario di Mezzana, membro del Consiglio amministrativo della Camera Forestale Svizzera.
Per molti anni è stato Municipale della città di Lugano e di Massagno.
Progetta insieme allo studio araldico Cambin lo stemma araldico del Comune di Massagno.
Ritiratosi dalla politica, morì il 28 agosto 1962.